# تیم ملی بسکتبال زیر ۱۷ سال مردان کرهٔ جنوبی
تیم ملی بسکتبال زیر ۱۷سال کره جنوبی، نماینده کره جنوبی در مسابقات بین‌المللی بسکتبال است. این تیم زیر نظر فدراسیون بسکتبال این کشور اداره می‌شود.